# Thốc Phát Thất Cô
Thốc Phát Thất Cô (giản thể: 秃发匹孤; phồn thể: 禿髮匹孤; bính âm: Tūfà Pǐgū), còn có tên là Sơ Cô (疋孤), là một thủ lĩnh bộ lạc Hà Tây Tiên Ti. Ông là thế tổ đời thứ 8 của Thốc Phát Lợi Lộc Cô- vị vua khai quốc của nước Nam Lương thời Ngũ Hồ thập lục quốc.
Thốc Phát Thất Cô sinh vào những năm cuối thời Đông Hán. Theo Tân Đường thư, Thốc Phát Thất Cô là trưởng tử của Thác Bạt Cật Phần- tổ tiên của các hoàng đế Bắc Ngụy, song Cật Phần lại trao quyền kế thừa cho một nhi tử khác là Thác Bạt Lực Vi. Về sau, Thất Cô suất lĩnh bộ lạc của mình di cư về phía bắc đến đất Hà Tây, đất đai của ông đông đến Mạch Điền (麥田, nay là Tĩnh Viễn, Cam Túc), Khiên Đồn (牽屯, nay thuộc Cố Nguyên, Ninh Hạ), tây đến Thấp La (濕羅), nam đến Kiêu Hà (澆河, nay thuộc Quý Đức, Thanh Hải), phía bắc tiếp giáp Đại Mạc. Sau khi Thất Cô qua đời, nhi tử là Thốc Phát Thọ Điền kế vị.
"Thốc Phát" (Tūfǎ) và "Thác Bạt" (Tuòbá) vốn là cùng một họ, Tấn thư viết rằng mẫu thân chủa Thọ Điền sinh Thọ Điền trong chăn, theo tiếng Tiên Ti thì chăn là "thốc phát", do đó mà thành họ. Lại có thuyết nói "Thốc Phát" và "Thác Bạt" là đồng âm dị dịch.